# Districtul Sawaeng Ha
Sawaeng Ha (în thailandeză แสวงหา) este un district (Amphoe) din provincia Ang Thong, Thailanda, cu o populație de 34.734 de locuitori și o suprafață de 181,3 km².

## Componență
Districtul este subdivizat în 7 subdistricte (tambon), care sunt subdivizate în 61 de sate (muban).
| Nr. | Nume         | În thailandeză | Pop.  |
| --- | ------------ | -------------- | ----- |
| 1.  | Sawaeng Ha   | แสวงหา         | 8,988 |
| 2.  | Si Phran     | ศรีพราน         | 2,494 |
| 3.  | Ban Phran    | บ้านพราน        | 4,833 |
| 4.  | Wang Nam Yen | วังน้ำเย็น        | 6,520 |
| 5.  | Si Bua Thong | สีบัวทอง         | 6,908 |
| 6.  | Huai Phai    | ห้วยไผ่          | 2,707 |
| 7.  | Chamlong     | จำลอง          | 2,284 |